# Governance della Rai
La Governance della Rai è l'amministrazione della società concessionaria del servizio radiotelevisivo pubblico italiano, la Rai appunto, che include in particolare il Consiglio di amministrazione, che tipicamente nomina i direttori di rete e gli altri direttori editoriali. Tale gestione è stata oggetto di vari interventi legislativi, anche a seguito di numerose pronunce della Corte Costituzionale. La giurisprudenza della Consulta ha infatti riconosciuto che il servizio radiotelevisivo pubblico è fondamentale per l'attuazione dell'articolo 21 della Costituzione italiana.
L'attuale governance, prevista dalla riforma della Rai del 2015 approvata durante il governo Renzi, prevede un Consiglio di amministrazione di 7 membri, di cui quattro scelti da Camera e Senato, due dal Governo, e uno dall'assemblea dei dipendenti. La nomina del CdA secondo tale normativa è avvenuta per la prima volta nel 2018.

## Storico delle modifiche
Prima del 1975 la nomina del CdA della Rai era esclusivamente di competenza governativa. Tuttavia, in seguito a sentenza della Corte Costituzionale, che sanciva che ciò era in violazione del pluralismo richiesto dall'art. 21 della Costituzione, fu attuata la riforma della Rai del 1975, che tra le altre cose prevedeva che la nomina della dirigenza Rai spettasse al Parlamento e non al Governo, nell'ottica che il fine del servizio pubblico dovrebbe essere di dare spazio al maggior numero di voci possibile in televisione.

### Il Cda e la commissione parlamentare di vigilanza
Al Cda tipicamente spetta la gestione della Rai, tra cui l'approvazione (con cadenza trimestrale) dello schema dei programmi televisivi da mandare in onda. Con la riforma del 1975, tale schema era approvato in attuazione di una piano annuale di massima approvato dalla Commissione parlamentare di vigilanza; era inoltre previsto che il Cda verificasse periodicamente i  programmi trasmessi, per accertarne la rispondenza alle direttive ed agli schemi approvati. La riforma del 1985 attribuiva al Cda la determinazione del piano annuale di massima delle programmazioni, la formulazione di direttive generali sul contenuto dei programmi
Il CdA era composto da 16 membri con la riforma del 1975, è rimasto a 16 dopo il cosiddetto decreto Berlusconi-bis (1985), è passato a 5 con la riforma del 1993, a 9 con la legge Gasparri (2004), e a 7 con la riforma del 2015. La durata in carica del Cda o dei suoi membri è stata solitamente di 3 anni, salvi alcuni periodi a seconda delle varie leggi che sono entrate in vigore; a prevedere una durata di tre anni erano sia la riforma del 1975, sia quella del 1985, sia la legge Gasparri, che la riforma del 2015.
Con la riforma del 1975, 6 membri erano eletti dal governo, e 10 dalla commissione parlamentare di vigilanza (con voto maggioranza dei due terzi), di cui 4 scelti sulla base di designazioni fatte dai consigli regionali. Con la riforma del 1985 tutti e 16 i membri del CdA erano nominati dalla Commissione di vigilanza Rai. Con la riforma del 1993, in via transitoria, i membri del CdA erano nominati dai presidenti di Camera e Senato. Con la legge Gasparri, di fatto 7 membri del CdA erano nominati dalla Commissione di Vigilanza, e 2 (tra cui il presidente) dal Governo tramite il Ministero dell'Economia. La legge Gasparri prevedeva in futuro una privatizzazione della Rai, con cessione da parte dello Stato delle proprie quote azionarie, al termine della quale il CdA sarebbe stato nominato in base alle preferenze degli eventuali nuovi soci. Con la riforma del 2015, quattro membri del CdA sono nominati da camera e senato, due dal governo (tramite il Ministro del Tesoro quale azionista), e uno dall'assemblea dei dipendenti.
Nella riforma del 1975 era previsto che il Cda stesso nominasse il proprio presidente scegliendolo tra i suoi membri, ed eventualmente anche dei vicepresidenti, norma presente anche nella riforma del 1993. Era inoltre previsto che il Cda nominassa un direttore generale. La riforma del 2015 ha sostituito la figura del direttore generale con quella dell'amministratore delegato.
La Commissione di vigilanza Rai, con la riforma del 1975, formulava un quadro di indirizzi e criteri generali, al quale il Cda doveva dare attuazione tramite delibera, e sulla cui attuazione a sua volta era responsabile il direttore generale, presiedendo alla organizzazione e all'attivita' dell'azienda. Con la riforma del 1975, la Commissione di vigilanza era composta da 40 membri.
La riforma del 1975 prevedeva inoltre che spettasse ai direttori di rete l'ideazione e la realizzazione dei programmi da mandare in onda. Stabiliva inoltre (art.13), che i vari settori produttivi dei programmi e dell'informazione, proponessero al direttore di rete i piani dei programmi da mandare in onda, e che questi a sua volta li rielaborasse in una proposta al direttore generale, con cui ne avrebbe "concordato i vari momenti di sviluppo e di attuazione". I direttori di rete erano considerati alle dirette dipendenze del direttore generale. Tuttavia tale disposizione (art. 13 della riforma del 1975), è stata abrogata dal decreto-legge 807 del 1984, il cosiddetto decreto Berlusconi-bis, che ha previsto invece (art. 9), che "la societa' concessionaria pone in essere l'organizzazione interna più idonea al conseguimento dei propri obiettivi istituzionali," e che spettava al Cda indicare "le linee generali dell'assetto organizzativo."

Riguardo alle assunzioni dei dipendenti, con la riforma del 1975, al Cda spettavano le assunzioni, i trasferimenti e le promozioni dei dirigenti, nonché la definizione di norme generali per assunzioni di dipendenti e le collaborazioni continuative. La riforma del 1985 (cosiddetto decreto Berlusconi-bis), prevedeva invece che il Cda stabilisse le norme di principio per la gestione del personale fissando criteri oggettivi per l'assunzione dei dipendenti e dei giornalisti e per le collaborazioni di carattere continuativo.

### Il pluralismo e il diritto all'accesso
Riguardo all'attuazione dei principi di pluralismo derivanti dall'art. 21 dell Costituzione, a seguito di sentenze della Corte Costituzionale in proposito, la riforma del 1975 stabiliva che il servizio pubblico televisivo si fondava sulla "apertura alle diverse tendenze politiche, sociali e culturali" del paese, formulazione questa che recepiva la sentenza della Corte Costituzionale del 1974 (n.225), che aveva riconosciuto che il servizio pubblico televisivo «può e deve assicurare (..) il massimo di accesso, se non ai singoli cittadini, almeno a tutte quelle più rilevanti formazioni nelle quali il pluralismo sociale si esprime e si manifesta,» rendendosi «strumento di allargamento dell'area di effettiva manifestazione della pluralità delle voci presenti nella nostra società.» 
La riforma del 1975, sempre in attuazione della giurisprudenza della Consulta, stabiliva che le trasmissioni televisive costituiscono "un servizio pubblico essenziale ed a carattere di preminente interesse generale", e sono volte "ad ampliare la partecipazione dei cittadini e concorrere allo sviluppo sociale e  culturale del Paese."
Sempre secondo la riforma del 1975, l'azienda concessionaria, cioè la Rai, doveva "favorire uno sviluppo del servizio che rispetti la importanza e la molteplicità delle opinioni, anche attraverso un decentramento ideativo e produttivo della azienda e stabilendo un efficace rapporto con la realta' del paese e in particolare con le organizzazioni piu' rappresentative dei lavoratori, dipendenti e autonomi, della cooperazione e con le forze della cultura."
Sempre in attuazione delle sentenze della Corte Costituzionale, era inoltre previsto che venisse riservato il 5% dei palinsesti televisivi nazionali per garantire l'accesso, con propri programmi televisivi autonomi, a gruppi di rilevante interesse sociale che ne facessero richiesta, tra cui partiti e gruppi rappresentati in Parlamento, associazioni delle autonomie locali, sindacati nazionali, confessioni religiose, movimenti politici, associazioni politiche e culturali, cooperative, gruppi etnici e linguistici, e altri gruppi di rilevante interesse sociale che ne facessero richiesta.
Le richieste di accesso dovevano essere esaminate dalla Commissione di vigilanza, sulla base di norme ispirate "all'esigenza di assicurare la pluralita' delle opinioni e degli orientamenti politici e culturali," "alla rilevanza dell'interesse sociale,   culturale ed informativo delle proposte degli interessati" e "alle esigenze di varieta' della programmazione". I soggetti non ammessi all'accesso potevano presentare ricorso. I soggetti ammessi potevano organizzare il proprio programma in modo autonomo, ed avvalersi della collaborazione tecnica gratuita della Rai.